# Nannopsittaca
Nannopsittaca es un género de aves de la familia de los loros (Psittacidae). Las especies de este género de pequeñas cotorras se distribuyen por la región orinoco-amazónica.

## Especies
Tiene descritas dos especies:
- Cotorrita tepui (Nannopsittaca panychlora) - Endémica a Venezuela en los estados Sucre, Anzoátegui y Monagas y en la región de los tepuis.
- Cotorrita amazónica (Nannopsittaca dachilleae) - sudoeste de la cuenca amazónica.